# The Valet
The Valet is een Amerikaanse romantische komedie uit 2022, geregisseerd door Richard Wong. De film is een remake van de Franse film La Doublure uit 2006 van Francis Veber. De hoofdrollen worden vertolkt door Eugenio Derbez en Samara Weaving.

## Verhaal
Een filmster huurt een parkeerwachter in bij een restaurant in Beverly Hills om zich voor te doen als haar minnaar om haar relatie met een getrouwde man te dekken.

## Rolverdeling
| Acteur          | Personage      |
| --------------- | -------------- |
| Eugenio Derbez  | Antonio Flores |
| Samara Weaving  | Olivia Allan   |
| Max Greenfield  | Vincent Royce  |
| Betsy Brandt    | Kathryn Royce  |
| Marisol Nichols | Isabel         |
| Amaury Nolasco  | Benny          |

## Productie
In juli 2021 verwierf Hulu de Amerikaanse distributierechten voor de film. Bij Disney+ zou de film internationaal worden gedistribueerd via de Star content hub. De film werd uitgebracht op 20 mei 2022.

## Ontvangst
De film ontving over het algemeen gunstige recensies van critici. Op Rotten Tomatoes heeft The Valet een waarde van 71% en een gemiddelde score van 6,10/10, gebaseerd op 48 recensies. Op Metacritic heeft de film een gemiddelde score van 62/100, gebaseerd op 9 recensies.